# Pithiviers
Pithiviers é uma comuna francesa na região administrativa do Centro, no departamento Loiret. Estende-se por uma área de 6,94 km². Em 2010 a comuna tinha 9 078 habitantes (densidade: 1 308,1 hab./km²).344 hab/km².